# Ginga Densetsu Weed: Orion
Ginga Densetsu Weed: Orion (яп. 銀牙伝説WEEDオリオン Гинга Дэнсэцу Ви:до Орион, Silver Fang Legend Weed: Orion) — Манга про собак. Автор манги — Ёсихиро Такахаси. Первый том манги был опубликован в 2009-м году. На данный момент манга содержит в себе 30 томов. Эта манга является продолжением аниме и манги Ginga Legend Weed. Сиквел — Ginga The Last Wars.
В Японии она была опубликована издательством Nichibun comics. Так же все 30 томов манги были переведены и в Финляндии.

## Сюжет
На территории собачьего рая в Оу был мир и покой. Собаки спокойно отдыхали и набирали силы после недавней войны против Гибридных медведей. Главные герои - четверо детей Лидера Уида собрались вместе дабы поохотиться на крабов. Но внезапно началось извержение вулкана. Земля тряслась, а из вулкана хлынул поток горячей лавы. Джо и Саске которые пошли в месте с щенками спасают их, но Орион, протагонист данной манги, решает пойти в обход из-за чего проваливается в небольшое ущелье. Джо, его дядя, спускается за племянником. И так вместе они стали пленниками неизвестного ущелья, до того момента пока не услышали как течёт река. Джо набравшись с силами спрыгнул держа маленького племянника в пасти. Они плыли в бурной реке, а Джо в это время мотивировал Ориона что он должен стать тем, кто будет нести правосудие в этот мир. Внезапно, Джо теряет сознание ударившись головой об камень и выпускает Ориона из пасти. 
И так, маленький щенок запомнив все слова своего дяди выбирается из реки, но увы лишь только один. Он с малых лет осознал, что только он может нести правосудие. На пути к поиску своих родителей он встречал много друзей и врагов, а так же друзей его отца. Внезапно появляется клан Курохабаки — древний легендарный клан под властью жестокого и алчного Масамуна Курохабаки, он, зная что в собачьем раю было извержение вулкана, решает забрать некоторые земли оттуда. 
Главная задача маленького протагониста — это остановить захватчика Масамуна и уничтожить клан Курохабаки дабы они не захватили всю Японию. 

## Персонажи
- Уид — Акита-ину (помесь с кишу) главный протагонист и самый младший из детей Гина.
- Орион — Акита-ину (помесь с кишу) главный протагонист и второй старший ребёнок Уида, легендарного лидера Армии Оу в третьем поколении.
- Сириус — Акита-ину (помесь с кишу) главный герой и самый старший из детей Уида.
- Ригель — Акита-ину (помесь с кишу) главный герой и самый младший из сыновей Уида.
- Беллатрикс — Акита-ину (помесь с кишу) главная героиня и самая младшая из детей Уида.
- Саске — Сиба-ину главный герой и друг детства Уида.
- Джо — Акита-ину (помесь с кишу) главный герой и старший брат Уида, средний сын Гина.
- Широзару, Муу, Рара — Кишу-ину главные герои, а так же неродные внуки Акаме.
- Акакамакири, Курокамакири, Камаджиро — Ирландские волкодавы (помесь с неизвестной породой) главные антагонисты, дети Камакири, а так же в будущем союзники Армии Оу.
- Курохабаки Масамун — Пёс неизвестной породы. Главный антагонист, а так же лидер Курохабаки клана. Он приёмный сын Терумуне Курохобаки и старший неродной брат Ямабико Курохабаки. Масамун имеет огромную армию по всей Японии.
- Санада Ньюдоунсай — Пёс неизвестной породы. Известен так же как Унсай, лидер легендарного клана ниндзя-псов «Санада Джуганин» который прославился тем, что был нейтральным и не встревал в разборки других кланов. В прошлом Унсай был знаком с Рики (предком Ориона), и не раз помогал ему. Так что когда Унсай встретил малыша Ориона то сразу узнал в нём Рики, своего старого знакомого.
- Нокизару Кеншин — Салюки (помесь с неизвестной породой) один из антагонистов. Он является президентом древнего и легендарного клана Нокизару где состоят псы-ниндзя. Самому же Кеншину пришлось присоединиться к Масамуну чтобы выжить. Он являлся номером два в клане Курохабаки.
- Гин — Акита-ину сын легендарного командира Рики который был первым основателем Армии Оу. Гин является лидером Армии Оу во втором поколении. Он отец Уида, Джо, Юкимуры.
- Акаме — Кишу-ину Легендарный ганин и лидер Ига клана. Он является Акаме 111 поколения, а так же он 112 поколения потомок Озару. У него есть приёмная дочь и трое внуков — Широзару, Муу, Рара.
- Ямабико — Кай-кен Истинный лидер Курохабаки клана. Наследник своего отца Терумуне Курохабаки, а так же младший брат Масамуна Курохабаки. Он лучший друг Сириуса и Ориона.
- Бон — Белая швейцарская овчарка Сын Матеуса, а так же племянник Бланки. Сначала он был злодеем, но потом встал на сторону Армии Оу.
- Матеус — Белая швейцарская овчарка Он лидер армии которая состоит только из овчарок, а так же он элитный вассал Масамуна Курохабаки. Он старший брат Бланки и отец Бона.
- Бланка — Белая швейцарская овчарка Второй лидер армии овчарок Матеуса. Он младший брат Матеуса и дядя Бона.
- Энди — Немецкая овчарка Племянник легендарного Джона, правой руки Гина из Армии Оу. Впоследствии Энди стал близким другом Ориона.
- Тесшин — Пёс неизвестной породы. Он сын Куродзаки, легендарного лидера Кога клана. Тесшин пёс-ниндзя который тренировал Ориона и всю Армию Оу в целом. Благодаря ему, Орион владеет техникой которая передавалась из поколения в поколения — Зетсу Тенроу Баттуга (это техника которой ранее владели волки).
- Котетсу — Кишу-ину Младший брат Коюки, а так же дядя Ориона, Сириуса, Ригеля, Беллатрикс. Он является младшим сводным братом Чако.
- Коюки — Кишу-ину Супруга легендарного Уида, а так же мать Ориона, Сириуса, Ригеля, Беллатрикс. Старшая сестра Котетсу, а ещё она младшая сводная сестра Чако.
- Масашигэ — Акита-ину (помесь с неизвестной породой) вассал Курохабаки Масамуна и один из его советчиков. Он решил перейти на сторону добра.
- Кисараги — Сибирский хаски один из главных героев. Он старший брат Узуки, Хазуки и Миназуки. Один из четырёх генералов Муцу.
- Курокиримару, Косетсу, Тсумужи — Кай-кены Наёмные убийцы братья из Курохабаки клана.
- Изоу, Миу, Казуки, Шинзаку, Шузаку, Деншичи, Сабуро — Сибирские хаски главные герои и дети Кисараги.

## См. Также
- Ginga Nagareboshi Gin
- Ginga Legend Weed